# ليفرموريوم
ليفرموريوم (أنون هيكسيوم سابقا) هو عنصر اصطناعي فائق الثقل في الجدول الدوري وله الرمز Lv, وعدد ذري 116. وتسمى بعض الأبحاث العنصر «تحت-بولونيوم».

## تاريخ الليفرموريوم
في عام 1999, أعلن الباحثون في معهد لورانس بيركيلي القومي اكتشاف العنصرين 116, 118 , في بحث «خطابات مراجعة الفيزياء». وفي العام التالي، تراجع الباحثون عن اكتشافهم نظرا لعدم مقدرتهم على الوصول لنفس النتائج مرة أخرى. وفي العام التالي، أعلنوا تراجعهم عن الإفادة السابقة بعد عدم استطاعة الأبحاث الوصول لنفس النتائج مرة أخرى. وفي يونيو عام 2002, أعلن مدير المعمل أن الإدعاء الأصلي باكتشاف العنصرين كان عن طريق فيكتور نينوف.
وفي يناير عام 2001 نشر معهد الانشقاق للأبحاث النووية في دبنا، نتائج [1] الذي يصف إضمحلال النظير 292Uuh, والذي كان ناتج للتفاعل 248Cm with 48Ca. وكان له عمر نصف تقريبا 0.6 مللى ثانية (0.0006 ثانية) ويضمحل إلى 288Fl. وفي 11 مايو عام 2001, أفاد المعهد أنه قام بتصنيع ذرة ثانية، وأن خواصها أثبت منطقة ثبات محسنة (شاهد جزيرة الثبات), والتأكيد على هذه النتائج لايزال موضع بحث.
أنون هيكسيوم كان اسما مؤقتا واستبدل بالاسم ليفرموريوم في 31 مايو 2012 بمعرفة (IUPAC).

## ليفرموريوم في الثقافة العامة
- في عالم نظرية تآمر كائنات طائرة غير معروفة خلال عقدي الثمانينيات والتسعينيات من القرن العشرين، أكد بوب لازار أن موسكوفيوم (أنون بينتيوم سابقاً) يستعمل كوقود للكائنات الطائرة غير المعروفة، كخطوة لاستخدام الليفرموريوم كقذيفة، وأن نواتج إضمحلال الليفرموريوم تتضمن ضد المادة. وهذه العمليات تعتبر غير قابلة للتصديق بمفاهيم الفيزياء النووية.

## وصلات خارجية
- العناصر على شبكة المعلومات - ليفرموريوم
- موقع Apsidium - ليفرموريوم نسخة محفوظة 17 سبتمبر 2008 على موقع واي باك مشين.